# バグっていいじゃん
「バグっていいじゃん」は、日本の女性アイドルグループ・HKT48の楽曲。作詞は秋元康、作曲はジマエモンが担当した。2017年2月15日に、HKT48の9作目のシングルとしてユニバーサル ミュージック ジャパンから発売された。楽曲のセンターポジションは指原莉乃が務めた。

## 背景とリリース
「バグっていいじゃん」に関する情報は、2016年9月26日にストリーミングサービス「SHOWROOM」で配信された『HKT48 8thシングル「最高かよ」スペシャル!』で解禁され、選抜メンバーおよびセンターポジションを発表した。荒巻美咲、今村麻莉愛、駒田京伽、冨吉明日香、4期研究生の小田彩加、武田智加、地頭江音々、月足天音の8名が初選抜、下野由貴が1stシングル「スキ!スキ!スキップ!」以来、約4年ぶりの選抜復帰となった。前作との比較では神志那結衣、渕上舞、本村碧唯のほか、1stシングルからすべてのシングルで選抜入りしていた多田愛佳（カップリングには参加しているため結果的にこれが卒業前最後のシングルとなった）、田島芽瑠、松岡菜摘、森保まどか、加入以降すべてのシングルで選抜入りしていた田中美久、矢吹奈子が選抜から外れ、選抜メンバーの約半数が入れ替わる形となった。
上述の番組では、楽曲がテレビアニメ『カミワザ・ワンダ』（TBS）のオープニング主題歌に使用されることも明かされた。HKT48がアニメ主題歌を担当するのは『マイリトルポニー〜トモダチは魔法〜』（テレビ東京）のエンディング・テーマに使用された「片思いの唐揚げ」（「あまくち姫」名義、「スキ!スキ!スキップ!」収録曲）以来で、「HKT48」名義ならびにシングル表題曲としては初である。
今作では指原莉乃がセンターポジションを務める。AKB48名義では、いずれもAKB48シングル選抜総選挙の結果が反映された「恋するフォーチュンクッキー」「ハロウィン・ナイト」「LOVE TRIP/しあわせを分けなさい」でシングル表題曲のセンターを務めたことはあるが、HKT48名義では初めてである。本楽曲で指原がセンターとなった理由は、子ども向けアニメの主題歌ということで、知名度の高い指原がセンターを務めるのが良いのではないかという意向による。
楽曲は2017年1月1日未明放送の『CDTVスペシャル! 年越しプレミアライブ 2016→2017』（TBS）で初披露された。
共通カップリング曲「必然的恋人」は“もうひとつの表題曲”というテーマと想いが込められており、2017年2月8日より先行配信された。また、2月8日の1日限定で“HKT48オリジナルステッカー”プレゼント企画がiTunes Storeおよびレコチョクで実施された。

## 音楽性と批評
「バグっていいじゃん」は、ポジティブなメッセージが込められた応援ソングである。

## アートワーク
| TYPE-A | 小田彩加、兒玉遥、指原莉乃、武田智加、地頭江音々、月足天音、松岡はな、宮脇咲良   |
| TYPE-B | 荒巻美咲、今村麻莉愛、兒玉遥、指原莉乃、田中優香、朝長美桜、松岡はな、宮脇咲良   |
| TYPE-C | 井上由莉耶、兒玉遥、駒田京伽、指原莉乃、下野由貴、冨吉明日香、松岡はな、宮脇咲良 |
| 劇場盤 | 兒玉遥、指原莉乃、松岡はな、宮脇咲良                                             |

## ミュージック・ビデオ
バグっていいじゃん
ミュージック・ビデオ（MV）は、メンバーがテレビゲームをするシーンから始まる。お笑いコンビやOLなど仕事がうまくいっていない人たちに、メンバーが「バグっていいじゃん」と声援を送るという内容。HKT48のYouTube公式チャンネルでは『カミワザ・ワンダ』のキャラクター・ワンダがフルCGで登場する「カミワザ・ワンダ オープニング CG ver.」も公開されている。監督は前作「最高かよ」に引き続きZUMIが担当した。
また、スピンオフMVも制作され、HKT48のYouTube公式チャンネルで公開されている。“あれあれ？どこで人生バグったの?”というタイトル画面から始まる、1978年放送のTBSの教養番組『まんがはじめて物語』のような世界観の中で、不思議なキャラクター・バグタンに誘われた松岡はな、小田彩加、武田智加、地頭江音々、月足天音の5人が“バグった世界”へワープし、一見すると普通の風景が「バグゴーグル」をかけると面白いバグを発見できるというストーリーになっている。そのバグった世界の人物としてコウメ太夫、ゆってぃ、鳥居みゆき、髭男爵が出演している。
必然的恋人
「必然的恋人」のMVの舞台は薬局で、白衣をベースにしたカラフルなドクターコート風の衣装を着用したメンバーが薬剤師に扮する。

## メディアでの使用
バグっていいじゃん
TBS系アニメ『カミワザ・ワンダ』第2期（第23話 - 第47話〈最終話〉）オープニング・テーマ
TBS『HKT48のおでかけ!』エンディング・テーマ（第202回 - 第206回、第211回 - ）
エリカ健康道場『HKT48×優光泉』「バグっていいじゃん」版 CMソング
必然的恋人
東京モノレール『やるじゃん!モノレール』CMソング

## シングル収録トラック

### Type-A
| #         | タイトル                              | 作詞      | 作曲         | 編曲      | 時間  |
| --------- | ------------------------------------- | --------- | ------------ | --------- | ----- |
| 1.        | 「バグっていいじゃん」                | 秋元康    | ジマエモン   | 佐々木裕  | 3:46  |
| 2.        | 「必然的恋人」                        | 秋元康    | 池澤聡       | 池澤聡    | 3:42  |
| 3.        | 「白線の内側で」(4期生)               | 秋元康    | 井上トモノリ | 板垣祐介  | 3:45  |
| 4.        | 「バグっていいじゃん (Instrumental)」 |           | ジマエモン   | 佐々木裕  | 3:46  |
| 5.        | 「必然的恋人 (Instrumental)」         |           | 池澤聡       | 池澤聡    | 3:42  |
| 6.        | 「白線の内側で (Instrumental)」       |           | 井上トモノリ | 板垣祐介  | 3:44  |
| 合計時間: | 合計時間:                             | 合計時間: | 合計時間:    | 合計時間: | 22:25 |

| #  | タイトル                           | 作詞 | 作曲・編曲 | 監督     |
| -- | ---------------------------------- | ---- | ---------- | -------- |
| 1. | 「バグっていいじゃん Music Video」 |      |            | ZUMI     |
| 2. | 「必然的恋人 Music Video」         |      |            | 中村太洸 |
| 3. | 「HKT48と契約結婚 Vol.1」          |      |            |          |

### Type-B
| #         | タイトル                              | 作詞      | 作曲       | 編曲      | 時間  |
| --------- | ------------------------------------- | --------- | ---------- | --------- | ----- |
| 1.        | 「バグっていいじゃん」                | 秋元康    | ジマエモン | 佐々木裕  | 3:46  |
| 2.        | 「必然的恋人」                        | 秋元康    | 池澤聡     | 池澤聡    | 3:42  |
| 3.        | 「僕だけの白日夢」(プラチナガールズ)  | 秋元康    | 川浦正大   | 川浦正大  | 3:59  |
| 4.        | 「バグっていいじゃん (Instrumental)」 |           | ジマエモン | 佐々木裕  | 3:46  |
| 5.        | 「必然的恋人 (Instrumental)」         |           | 池澤聡     | 池澤聡    | 3:42  |
| 6.        | 「僕だけの白日夢 (Instrumental)」     |           | 川浦正大   | 川浦正大  | 3:57  |
| 合計時間: | 合計時間:                             | 合計時間: | 合計時間:  | 合計時間: | 22:49 |

| #  | タイトル                           | 作詞 | 作曲・編曲 | 監督     |
| -- | ---------------------------------- | ---- | ---------- | -------- |
| 1. | 「バグっていいじゃん Music Video」 |      |            | ZUMI     |
| 2. | 「僕だけの白日夢 Music Video」     |      |            | 土屋隆俊 |
| 3. | 「HKT48と契約結婚 Vol.2」          |      |            |          |

### Type-C
| #         | タイトル                                   | 作詞      | 作曲       | 編曲      | 時間  |
| --------- | ------------------------------------------ | --------- | ---------- | --------- | ----- |
| 1.        | 「バグっていいじゃん」                     | 秋元康    | ジマエモン | 佐々木裕  | 3:46  |
| 2.        | 「必然的恋人」                             | 秋元康    | 池澤聡     | 池澤聡    | 3:42  |
| 3.        | 「キスが遠すぎるよ」(ダイヤモンドガールズ) | 秋元康    | 多田慎也   | 山田祐輔  | 4:15  |
| 4.        | 「バグっていいじゃん (Instrumental)」      |           | ジマエモン | 佐々木裕  | 3:46  |
| 5.        | 「必然的恋人 (Instrumental)」              |           | 池澤聡     | 池澤聡    | 3:42  |
| 6.        | 「キスが遠すぎるよ (Instrumental)」        |           | 多田慎也   | 山田祐輔  | 4:13  |
| 合計時間: | 合計時間:                                  | 合計時間: | 合計時間:  | 合計時間: | 23:21 |

| #  | タイトル                           | 作詞 | 作曲・編曲 | 監督       |
| -- | ---------------------------------- | ---- | ---------- | ---------- |
| 1. | 「バグっていいじゃん Music Video」 |      |            | ZUMI       |
| 2. | 「キスが遠すぎるよ Music Video」   |      |            | 戸塚富士丸 |
| 3. | 「HKT48と契約結婚 Vol.3」          |      |            |            |

### 劇場盤
| #         | タイトル                              | 作詞      | 作曲                   | 編曲      | 時間  |
| --------- | ------------------------------------- | --------- | ---------------------- | --------- | ----- |
| 1.        | 「バグっていいじゃん」                | 秋元康    | ジマエモン             | 佐々木裕  | 3:46  |
| 2.        | 「必然的恋人」                        | 秋元康    | 池澤聡                 | 池澤聡    | 3:42  |
| 3.        | 「HKT48ファミリー」                   | 秋元康    | 丸谷マナブ、本柳タカヲ | APAZZI    | 3:25  |
| 4.        | 「バグっていいじゃん (Instrumental)」 |           | ジマエモン             | 佐々木裕  | 3:46  |
| 5.        | 「必然的恋人 (Instrumental)」         |           | 池澤聡                 | 池澤聡    | 3:42  |
| 6.        | 「HKT48ファミリー (Instrumental)」    |           | 丸谷マナブ、本柳タカヲ | APAZZI    | 3:24  |
| 合計時間: | 合計時間:                             | 合計時間: | 合計時間:              | 合計時間: | 21:35 |

## 選抜メンバー
- 荒巻美咲
- 井上由莉耶
- 今村麻莉愛
- 小田彩加
- 兒玉遥
- 駒田京伽
- 指原莉乃
- 下野由貴
- 武田智加
- 田中優香
- 地頭江音々
- 月足天音
- 冨吉明日香
- 朝長美桜
- 松岡はな
- 宮脇咲良